# هانس هاس
هانس هاس (انگلیسی: Hans Haas; ۱۷ اکتبر ۱۹۰۶ – ۱۴ مهٔ ۱۹۷۳) وزنه‌بردار اهل اتریش بود.